# Danie Craven Stadium
Le Danie Craven Stadium  est un stade multi-fonctionnel situé à Coetzenburg à Stellenbosch, en Afrique du Sud. Il permet à l'Université de Stellenbosch d'avoir de bonnes infrastructures sportives.

## Histoire
Le Danie Craven Stadium est construit en 1919, et il est nommé en l'honneur de Danie Craven, membre de l'université de Stellenbosch, ancien joueur de l'équipe nationale, puis entraîneur, et enfin dirigeant de rugby à XV sud-africain.
Le stade est dédié principalement au rugby à XV. Il a été retenu pour accueillir, dans le cadre de la coupe du monde de rugby à XV 1995, la rencontre entre l'Australie et la Roumanie, première rencontre internationale en Afrique du Sud où l'équipe nationale n'était pas de la partie.
Le stade a également accueilli la coupe du monde de touch rugby (à XIII) en 2007, qui a vu l'Australie remporter le titre de champion du monde.
L'équipe de cricket du Boland a également disputé plusieurs rencontres dans ce stade.